# Moritz Karlitzek
Moritz Karlitzek (['kaʁlit͡ʃɛk], * 12. August 1996 in Hammelburg) ist ein deutscher Volleyballnationalspieler.

## Karriere
Karlitzek begann seine Karriere beim heimischen TV/DJK Hammelburg, mit dem er bis in die Dritte Liga Süd aufstieg. Parallel dazu spielte der Außenangreifer beim Junioren-Team des VC Olympia Kempfenhausen unter Trainer Peter Meyndt in der 2. Bundesliga Süd. 2014 wechselte Karlitzek zum Bundesligisten VSG Coburg/Grub. Nach einer Saison ging er zum Ligakonkurrenten TV Rottenburg. In der Saison 2015/16 schieden die Rottenburger als Tabellenzehnter in den Pre-Play-offs aus.
Karlitzek gab nach 40 Einsätzen in der Junioren-Nationalmannschaft 2016 sein Debüt in der A-Nationalmannschaft. Auch die Bundesliga-Saison 2016/17 endete für Karlitzek mit dem TVR in den Pre-Play-offs. Mit der Nationalmannschaft nahm er an der Europameisterschaft 2017 in Polen teil, bei der die DVV-Auswahl erst im Finale gegen Russland unterlag und die erste EM-Silbermedaille der Geschichte gewann. Außerdem spielte er 2017 in der Weltliga. Zur Saison 2017/18 wechselte er zum Ligakonkurrenten United Volleys Frankfurt. Dort spielte er zusammen mit seinem jüngeren Bruder Lorenz Karlitzek. In der Saison 2017/18 erreichte er mit dem Verein im DVV-Pokal und in den Bundesliga-Playoffs jeweils das Halbfinale. In der Saison 2018/19 schied er mit Frankfurt im DVV-Pokal und in den Bundesliga-Playoffs jeweils im Viertelfinale gegen die SVG Lüneburg aus. Außerdem nahm er an der Champions League teil, in der die Hessen als Neuling bis in die Gruppenphase kamen. 
Danach wechselte er zum italienischen Verein Top Volley Latina. Mit der Nationalmannschaft nahm er 2019 an der Nations League teil. Zur Saison 2020/21 wechselte er innerhalb der italienischen Liga zu Modena Volley. In der Saison 2021/22 spielte er in Frankreich bei Arago de Sète. Anschließend wechselte er in die polnische Liga zu Indykpol AZS Olsztyn. Im Oktober 2023 schaffte Karlitzek mit der Nationalmannschaft die Qualifikation für die Olympischen Spiele 2024. Beim Turnier erreichte er mit dem deutschen Team das Viertelfinale gegen Frankreich, das im Tiebreak verloren ging.